# エスペラント訳聖書

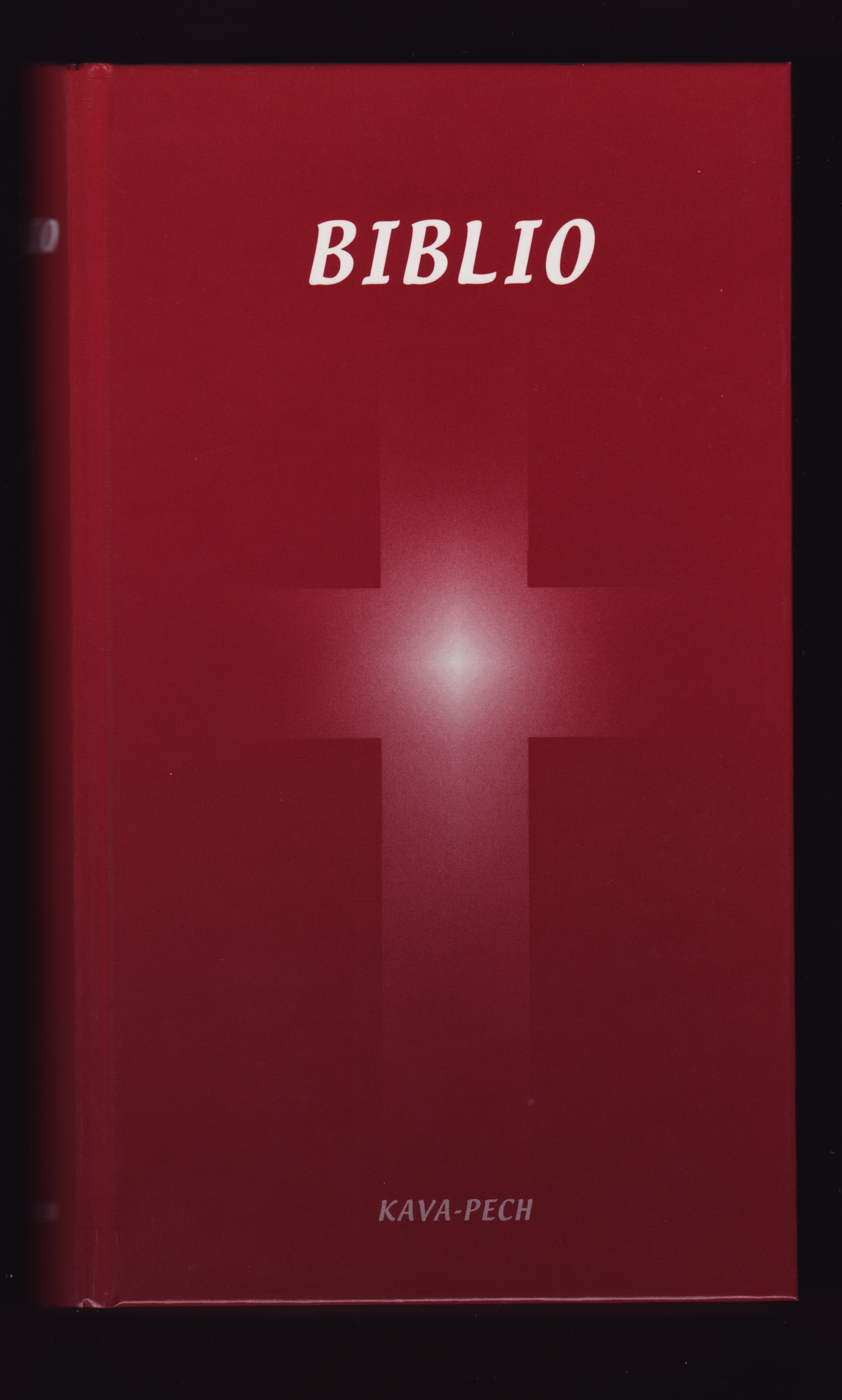
エスペラント版『聖書』全書（2006年）

エスペラント訳聖書（エスペラントやくせいしょ、英語: Bible translations into Esperanto)はキリスト教聖書のエスペラントへの翻訳を扱う。エスペラントはルドヴィコ・ザメンホフ（1859年 - 1917年）と彼の協力者たち作った人工言語で、彼自身もユダヤ教聖書（旧約聖書）をエスペラントに翻訳している。

## 翻訳の発展史

### 旧約聖書
エスペラントの創始者であるルドヴィコ・ザメンホフ（1859年 - 1917年）自身がユダヤ教聖書（旧約聖書）全文のエスペラント訳を行っている。この翻訳を他の様々な言語の主要翻訳と細かく比較しているのがダグラス・B.グレガー（D. B. Gregor）によるLa Esperanta traduko de la Malnova Testamentoという研究論文である。

### 新約聖書
聖書学と東洋学専攻のエスペラント組織、国際聖書学・東洋学教会（Internacia Asocio de Bibliistoj kaj Orientalistoj）が1960年代に新しい共同訳エスペラント聖書のための組織を作ろうとしたのだが、ヘリット・ベルフェリン（Gerrit Berveling）が訳した民数記が出版されたことで中止された。
ベリフェリンはオランダ自由教会の神学者・古典言語学者であり、新約聖書の大部分を新たに翻訳した。英語の『改訂版聖書』(Revised Version,1881)と似た傾向を持つ英国外国聖書協会版（ロンドン聖書）の構文的な過剰な文学的表現を避けた訳である。彼の福音書は1992年に『イエスの福音：マタイ、マルコ、ルカ、ヨハネによる』（La bona mesaĝo de Jesuo: laŭ X [X = Mateo, Marko, Luko, Johano]）として出版され、2004年には新約聖書の最初の巻が『パウロと彼の仲間の手紙』（Leteroj de Paŭlo kaj lia skolo）と題されて出た。

### ロンドン聖書
その後、英国の牧師や学者からなる委員会が結成され、新約聖書翻訳とザメンホフの旧約聖書のレビューを行ない、英国外国聖書協会から出版されることになる。新約聖書は1912年に、聖書全体は1926年に出版されて、これは『ロンドン聖書』（エスペラント: Londona Biblio）と呼ばれている。（ローマ・カトリックの聖典の中に含まれている第二正典 (La duakanonaj libroj) を3巻本として出版。）この聖書の最近の出版は2003年であり、Bervelingが訳したカトリック教会の第二正典も含まれている。

## 訳文の比較
日本語訳（新共同訳聖書）「創世記」1章1-3節：

初めに、神は天地を創造された。地は混沌であって、闇が深淵の面にあり、神の霊が水の面を動いていた。神は言われた。「光あれ。」こうして、光があった。

「ヨハネによる福音書」3章16節：

神は、その独り子をお与えになったほどに、世を愛された。独り子を信じる者が一人も滅びないで、永遠の命を得るためである。
| Brita kaj Alilanda Biblia Societo | Brita kaj Alilanda Biblia Societo |
| --------------------------------- | --- |
| Genezo 1:1-3                      | En la komenco kreis Dio la ĉielon kaj la teron. Kaj la tero estis senforma kaj dezerta, kaj mallumo estis super la abismo; kaj la spirito de Dio ŝvebis super la akvo. Kaj Dio diris: Estu lumo; kaj fariĝis lumo. |
| Johano 3:16                       | Ĉar Dio tiel amis la mondon, ke Li donis Sian solenaskitan Filon, por ke ĉiu, kiu fidas al li, ne pereu, sed havu eternan vivon.                                                                                   |

## 参照項目
- 聖書翻訳
- エスペラント
- ルドヴィコ・ザメンホフ
- 言語別聖書の一覧